# Physa marmorata
Physa marmorata е вид охлюв от семейство Physidae. Видът не е застрашен от изчезване.

## Разпространение и местообитание
Разпространен е в Американски Вирджински острови, Антигуа и Барбуда, Аржентина (Буенос Айрес, Ентре Риос, Кордоба, Кориентес, Мисионес, Огнена земя, Санта Крус, Санта Фе, Чако и Чубут), Аруба, Барбадос, Британски Вирджински острови, Гваделупа, Гвиана, Гренада, Доминиканска република, Коста Рика (Кокос), Мартиника, Никарагуа, Панама, Пуерто Рико (Наваса), Сейнт Китс и Невис, Сейнт Лусия, Тринидад и Тобаго, Хаити и Ямайка. Внесен е в Бенин, Гана, Израел, Канада (Албърта и Манитоба), Кот д'Ивоар, Нигерия и Того.
Обитава сладководни басейни, реки и потоци.